# ورانوویتسه (ناحیه پریبرام)
ورانوویتسه (به چکی: Vranovice) یک منطقهٔ مسکونی در جمهوری چک است که در ناحیه پریبرام واقع شده‌است.